# Сиэтлский университет
Сиэтлский университет (англ. Seattle University, сокр. SU) — американский иезуитский католический университет, расположенный в районе Фёрст-Хилл в Сиэтле, штат Вашингтон.
Является крупнейшим независимым университетом на северо-западе США, в котором учатся более 7500 студентов по программам бакалавриата и аспирантуры в восьми факультетах. Является одним из 28 членов Ассоциации иезуитских колледжей и университетов.

## История
История университета берёт своё начало с появления католической школы в приходе Адриана Свира (Adrian Sweere) в пригороде Сиэтла в 1891 году. Сначала школа называлась в честь окружавшего её прихода Непорочного Зачатия и не предлагала высшего образования. В 1898 году школа была переформатирована и названа Сиэтлским колледжем (Seattle College) в честь города и вождя Сиэтла; одиннадцать лет спустя она присвоила свою первую степень бакалавра.
С 1919 по 1931 год колледж переехал на бульвар Интерлакен (Interlaken Blvd), а в 1931 году навсегда расположился на Ферст-Хилл (First Hill). В этом же году колледж создал вечернюю школу для женщин, несмотря на то, что в то время прием женщин вызывал большие споры.
В 1948 году Сиэтлский колледж сменил своё название на Сиэтлский университет, который возглавил Альберт Лемье (Albert A. Lemieux). В 1993 году в вузе был образован Юридический факультет Сиэтлского университета (путем покупки юридического факультета Университета Пьюджет-Саунда).

## Деятельность
Университет Сиэтла предлагает 65 программ бакалавриата, 31 программу магистратуры и 27 программ сертификации, а также программу докторантуры в области образования. В состав университета входят восемь академических подразделений:
- College of Arts and Sciences,
- Albers School of Business and Economics,
- College of Education,
- School of Law,
- College of Nursing,
- College of Science and Engineering,
- School of New and Continuing Studies,
- School of Theology and Ministry.

В своем выпуске «Best Colleges 2015» журнал «US News & World Report» присвоил Сиэтлскому университету пятое место в рейтинге лучших региональных университетов на западе страны, предлагающих полный спектр программ для степени магистра и некоторых докторских программ.
В числе президентов Сиэтлского университета были:
- Уолтер Фицджеральд (1929—1931)
- Кеннет Бейкер[англ.] (1970)
- Эдмунд Райан[англ.] (1975—1976)
- Стивен Сандборг[англ.] (1997—2021)

С 1 июля 2021 года 22-м президентом университета является Эдуардо Пеньяльвер.
Среди выпускников Сиэтлского университета много известных людей США:
- Выпускники Сиэтлского университета.